# Sultan Sahak
Sultan Sahak (arabisch سلطان سهاک, DMG Sulṭān Sahāk), auch Sultan Ishaq (سلطان اسحاق, DMG Sulṭān Isḥāq; * im 14. Jahrhundert in Barzanjeh; † im 15. Jahrhundert), war ein wandernder Derwisch und kurdischer religiöser Führer, der die geheime und synkretistische Religion der Ahl-e Haqq, auch als Yârsân bekannt, gründete. Der Name Sahak ist wie Ishaq eine Variante des biblischen Isaak. Er wird von den Ahl-e Haqq als die Manifestation der vollkommenen göttlichen Essenz angesehen. Der asiatische Eroberer Timur traf sich mit Sultan Sahak und benutzte ihn als Orakel.
Sultan Sahak wurde im Ort Barzanjeh geboren, der in der heutigen nordirakischen Provinz as-Sulaimaniya liegt. Er gilt für seine Anhänger als direkter Nachfahre des schiitischen Imams Mūsā al-Kāzim. Sein Vater Scheich Isi war ein religiöser Führer. Seine Mutter war Khatun-e Razbar, die als Manifestation der Jungfrau Maria angesehen wurde. Wie bei Jesus soll die Geburt Sultan Sahaks eine Jungfernzeugung gewesen sein. Nach der Ansicht seiner Anhänger brachte er die letzte Botschaft Gottes zu Welt und zwar das Bayabas-e Pirdiwari (Jenseits der Brücken).
Sultan Sahaks Lehren wurden von seinen Jüngern aufgezeichnet und später auf Gorani in dem Werk Kalam-e Saranjam veröffentlicht. Sultan Sahak kehrte nach seinem Tod nach Ansicht seiner Anhänger in der Gestalt anderer Mystiker auf die Welt zurück. So ist nach den Ahl-e Haqq der alevitische Heilige Hadschi Bektasch eine Inkarnation des Sultans.